# ساوث باسادينا (كاليفورنيا)
ساوث باسادينا (بالإنجليزية: South Pasadena)‏ هي إحدى مدن مقاطعة لوس أنجليس، كاليفورنيا. تم إعطاءها لقب مدينة في 2 مارس، 1888.

## معرض صور

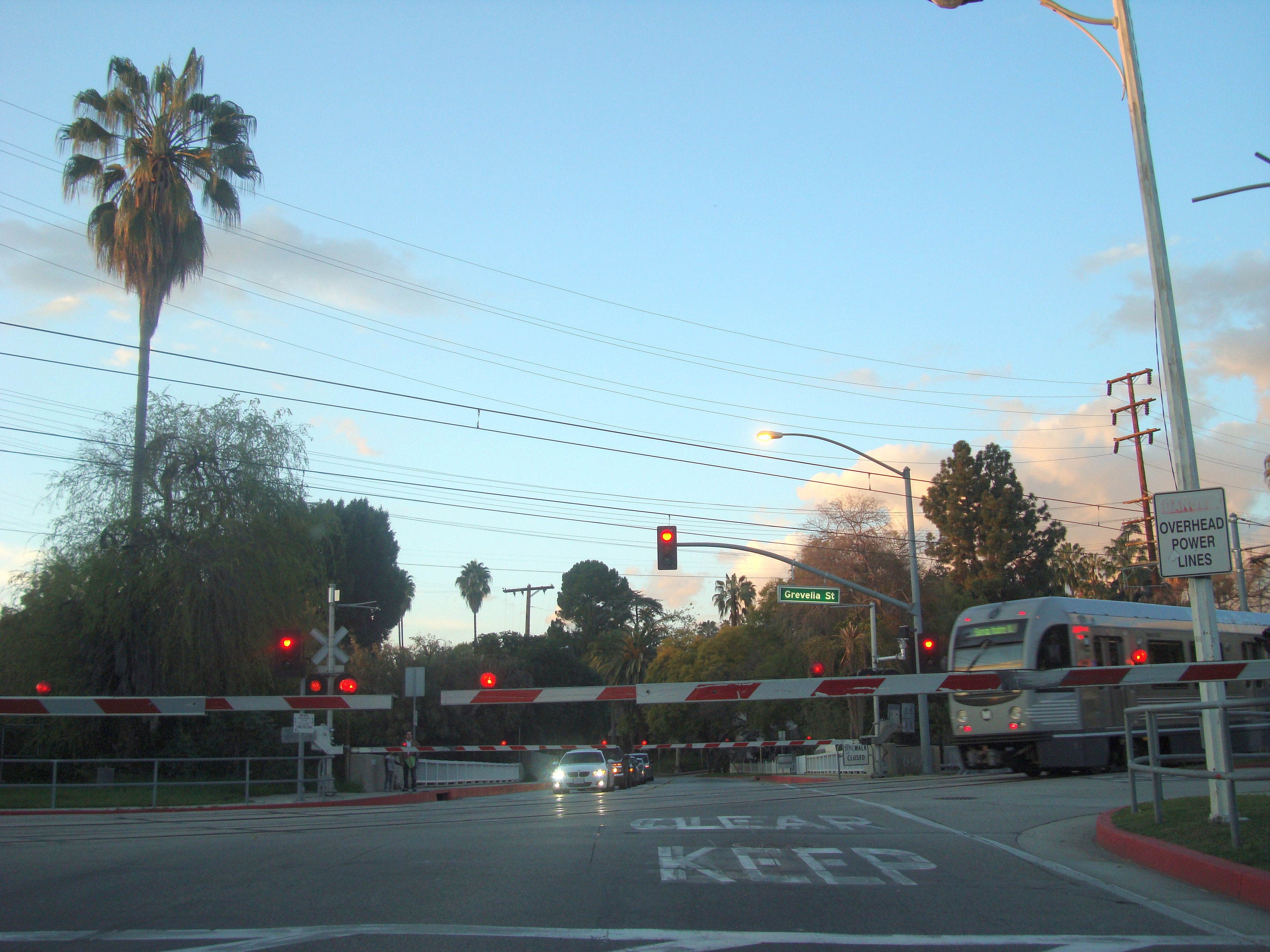
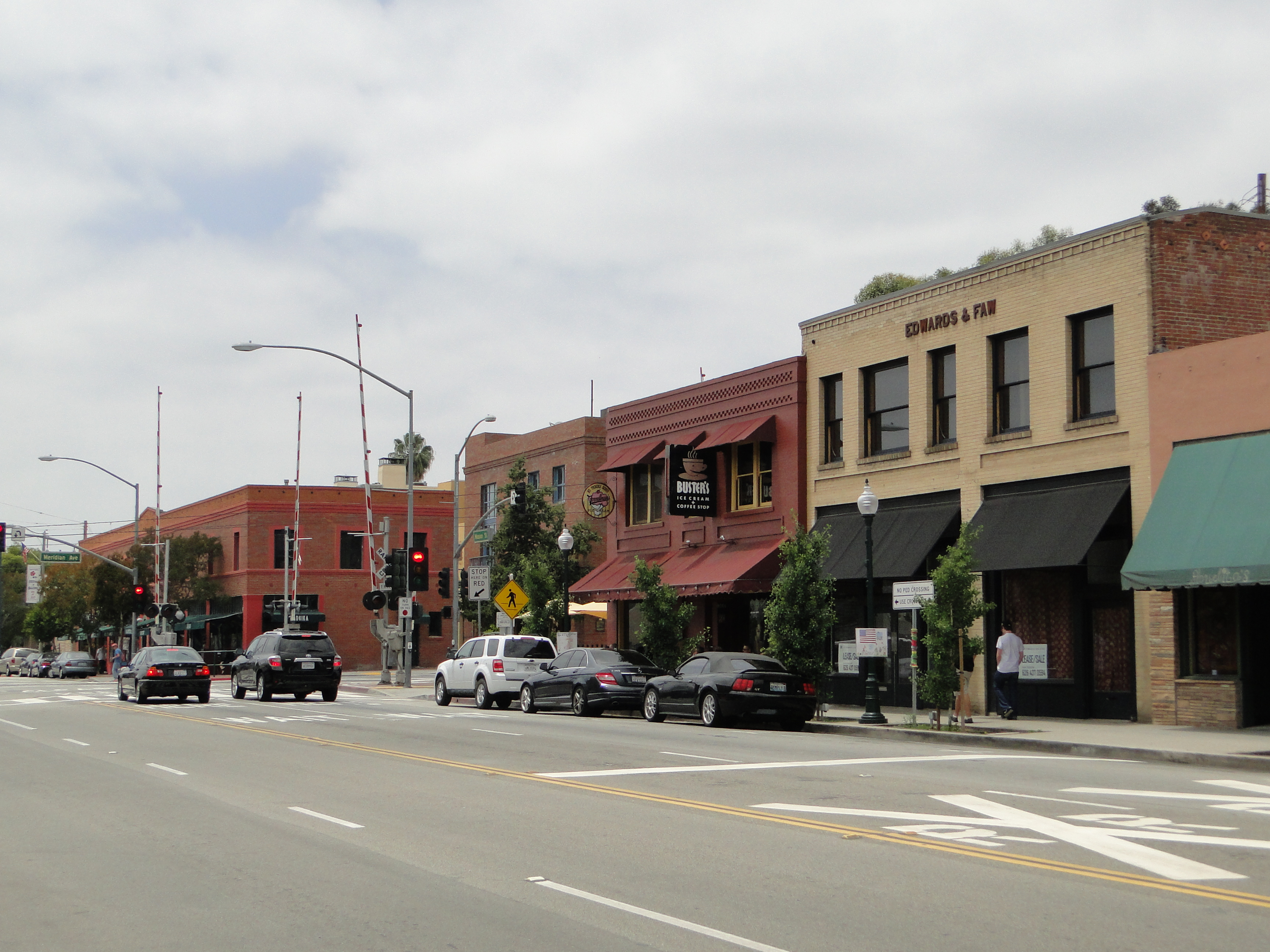
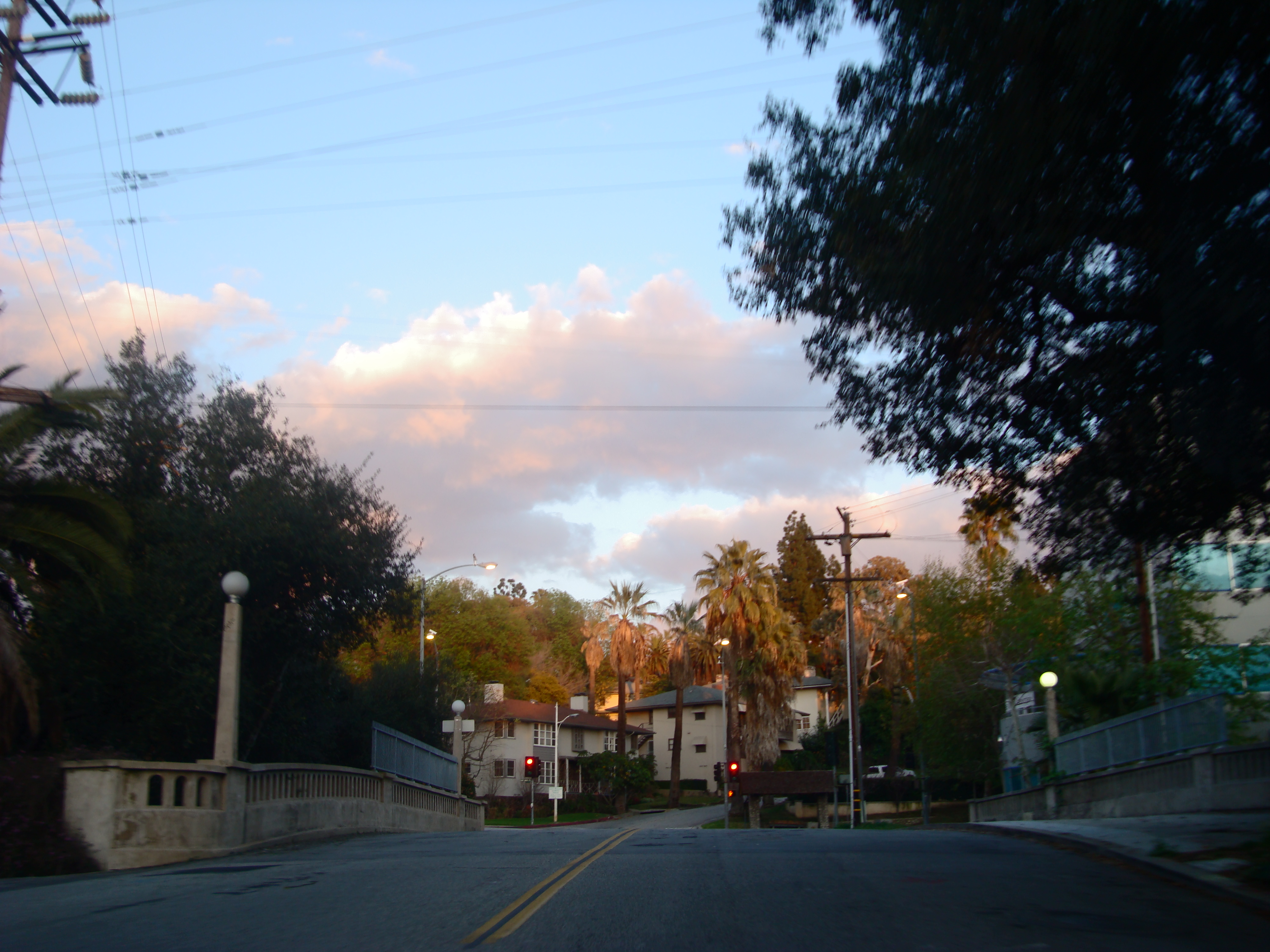

## أعلام
- كاميرون ألان
- فرانكلين بيرس بيرنهام
- دوت فارلي
- ميريديث باكستر
- فانيسا ماركيز
- بوب لونغ
- فرانز بيشوف
- مارتن سميث
- روبرت سوتون
- هوارد إل. كلارك سينيور